# Walk Away (Alanis Morissette)
Walk Away è un singolo della cantautrice canadese Alanis Morissette, pubblicato nel 1991 ed estratto dal suo primo album Alanis.

## Tracce
1. Walk Away (Radio Edit)

## Video
Il videoclip della canzone è stato girato in parte a Parigi e vede la partecipazione di Matt LeBlanc.